# 자기회귀 이동평균 모델
자기회귀 이동평균 모델(autoregressive moving-average model, ARMA)은 시계열의 통계 분석에서 두 개의 다항식(하나는 자기회귀(AR)에 대한 것이고 다른 하나는 이동평균(MA)에 대한 것)으로 (약한) 정상 확률론적 프로세스에 대한 간결한 설명을 제공한다. 일반 ARMA 모델은 1951년 피터 휘틀(Peter Whittle)의 논문, "시계열 분석의 가설 테스트"(ypothesis testing in time series analysis)에서 설명되었으며, 조지 E. P. 박스(George E. P. Box)와 그윌림 젠킨스(Gwilym Jenkins)의 1970년 저서에서 대중화되었다.
시계열 데이터 Xt가 주어지면 ARMA 모델은 이 계열의 미래 값을 이해하고 예측하기 위한 도구이다. AR 부분에는 자체 지연(즉, 과거) 값으로 변수를 회귀하는 작업이 포함된다. MA 부분에는 과거의 다양한 시점에 동시에 발생하는 오류 항의 선형 결합으로 오류 항을 모델링하는 작업이 포함된다. 모델은 일반적으로 ARMA(p,q) 모델이라고 한다. 여기서 p는 AR 부분의 차수이고 q는 MA 부분의 차수이다.
ARMA 모델은 박스-젠킨스 방법을 사용하여 추정할 수 있다.

## 같이 보기
- 자기회귀누적이동평균
- 지수 평활법
- 선형 예측 부호화
- 예측 분석